# Matchless
Pour les articles homonymes, voir Matchless (homonymie).
Matchless (en français, « sans égal ») est le nom d'une marque populaire de motos fabriquées à Plumstead au Royaume-Uni, entre 1899 et 1966.